# Železniční stanice Ben Gurionovo letiště

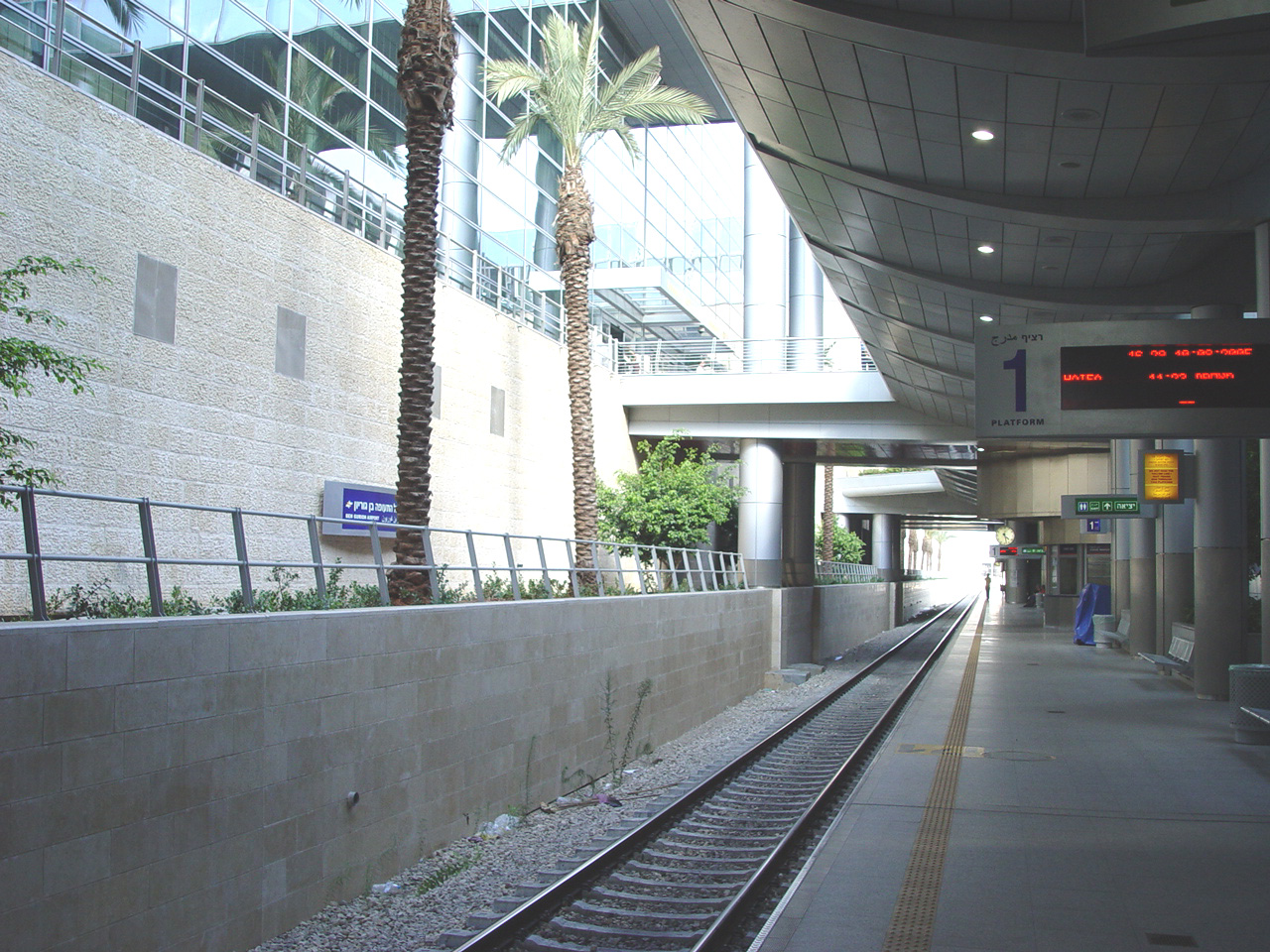
Budova železniční stanice

Železniční stanice Ben Gurionovo letiště (hebrejsky תחנת הרכבת נמל התעופה בן-גוריון‎, tachanat ha-rakevet Nemal ha-te'ufa Ben Gurion) je železniční stanice na železniční trati Tel Aviv – Modi'in v Izraeli.
Leží v centrální části Izraele v pobřežní nížině, v nadmořské výšce cca 40 metrů. Je situována na východní okraj aglomerace Tel Avivu, do prostoru Ben Gurionova mezinárodního letiště. Je začleněna do nových odbavovacích hal letiště dokončených počátkem 21. století. Na silniční síť je napojena pomocí dálnice číslo 1, která prochází okolo letiště.
Stanice byla otevřena roku 2003 jako tehdy první stanice nové železniční trati z Tel Avivu. Od starší trati vedoucí z Tel Avivu do města Lod se odděluje nové kolejové těleso poblíž dálniční křižovatky Šapirim u dálnice číslo 1 nedaleko města Bejt Dagan na západním okraji areálu letiště. Je obsluhována autobusovými linkami společnosti Egged. Jsou tu k dispozici parkovací místa pro automobily, prodejní stánky a obchody, nápojové automaty, bankomat a veřejný telefon.